# Mount Vernon (Virginia)
Mount Vernon è un census-designated place degli Stati Uniti d'America, nella Contea di Fairfax, nello stato della Virginia.
La cittadina è vicino a Mount Vernon, la casa di George Washington, luogo dove quest'ultimo morì nel 1799.

Secondo il censimento del 2000 ha una popolazione di 28 582 abitanti, e si estende per un'area totale di 21,8 km² (di cui 2,1 km² d'acque interne).